# 辽宁省革命委员会
辽宁省革命委员会，简称辽宁省革委会，是文化大革命时期及之后一段时间辽宁省最高权力机关。

## 历史
1968年5月8日，中共中央批准辽宁省革命委员会成立，5月10日，召开大会，正式成立。辽宁省革委会是党政合一的省级地方临时权力机构，行使文化大革命前中共辽宁省委和辽宁省人民委员会的职权。设委员175人，常委45人，副主任15人。委员中，军队干部占16%，干部代表占22%，群众代表占62%。军队干部实际主持工作。1970年3月28日，中共中央批准成立中共辽宁省革命委员会核心小组。
1980年2月撤销。

## 机构
成立伊始设：办事纽、政工组，组织组、人保组、生产指挥组，1970年增设党的核心小组、计划组、农业组、财贸组，撤销生产指挥组，成立工交组，1971年撤党的核心小组，重建中共辽宁省委，1972年撤政工组，组织组，成立宣传组，撤计划组和工交组，成立省革委会计划委员会和基本建设委员会，1973年增设文教组，1974年人保组改为省公安局，1975年办事组与省委办公室合并，改称办公厅，对外使用省委、省革委会办公厅名称。1977年改文教组为文教办公室，改农业组为农业办公室，改财贸组为财贸办公室，同时设工交办公室和科学技术委员会，1978年撤工交办公室，建立辽宁省经济委员会。

## 历任领导

### 前期
- 时间：1968年5月－1977年12月
- 主任：陈锡联 → 曾绍山（1975年12月－）
- 副主任：李伯秋、杨春甫、杨迪、杨弃、毛远新、尉凤英（女）、任宝成、王风恩、刘忠礼、于桂兰、张治国、魏礼玲、郝义田、刘盛田、崔修范、魏秉奎、王景升、姜雅琴（以上4人，1969年3月－）、张海棠、白潜（以上2人，1970年3月－）黄欧东、胡亦民、仇友文、苏羽、张树德、李素文（女）、尹灿贞（以上7人，1972年12月－）、胡金波、黄火青（1975年9月－）、陈璞如（1977年2月－）、张新村（1977年8月－）
- 第一副主任：任仲夷（1977年2月－）

### 后期
- 时间：1977年12月－1980年1月
- 主任：曾绍山 → 任仲夷（1978年9月－）
- 副主任：任仲夷、黄欧东、陈璞如、胡亦民、王光中、汪应中、杨波、谢荒田、赵奇、唐宏光、王纪元、程义太、左琨、张知远、周持衡（1979年2月－）、张正德、陈北辰、谈立人（以上3人．1979年4月－）